# فرانکلین گومز
فرانکلین گومز (به انگلیسی: Franklin Gómez) متولد ۵ اوت ۱۹۸۶ است. او کشتی گیر اهل پورتوریکو است.
از افتخار وی می توان به کسب یک مدال نقره مسابقات قهرمانی کشتی جهان ۲۰۱۱ اشاره کرد. وی سابقه حضور در المپیک ۲۰۱۲ لندن و المپیک ۲۰۲۰ توکیو را دارد.